# Heliconia nubigena
Heliconia nubigena är en enhjärtbladig växtart som beskrevs av Bengt Lennart Andersson. Heliconia nubigena ingår i släktet Heliconia och familjen Heliconiaceae. Inga underarter finns listade.